# Karwowo (przystanek kolejowy)
Karwowo – zlikwidowany wąskotorowy przystanek kolejowy w Karwowie na linii kolejowej Casekow Ldb. – Pomorzany Wąskotorowe, w powiecie polickim, w województwie zachodniopomorskim, w Polsce.